# Oscar Teller
Oscar Teller (geboren 1. Oktober 1902 in Wien, Österreich-Ungarn; gestorben 10. Juli 1985 in Giv’atajim, Israel) war ein österreichischer Kabarettist, Rezitator, Sänger und Autor.

## Leben
Nach der Matura an einer Wiener Handelsakademie 1921, wo er der jüdischen Mittelschülerverbindung "Jedidea" beigetreten war, Gesangsausbildung in Dresden. Anschließend Studium der Rechtswissenschaften in Wien, Promotion 1932. Mit Viktor Schlesinger bildete er seit 1923 das mit Selbstironie so bezeichnete „Das Original Jüdische Heurigen-Duo Teller und Schlesinger“ auf.
Er war 1927 Gründer und Leiter der Jüdischen Kulturstelle in Wien und gründete im selben Jahr gemeinsam mit Schlesinger das „Jüdisch-Politische Cabaret“, dessen Premieren durchwegs im Kino- und Theatersaal des Porrhauses, Wien-Wieden, starteten und anschließend in den zionistischen Ortsgruppen Wiens gespielt wurden. Die erste Revue erschien unter dem Titel Juden hinaus von „Viktor Berossi“, dem Kollektiv-Pseudonym von Teller, Schlesinger und Fritz Stöckler, zu der Gruppe stieß noch Benno Weiser. Im Jüdischen Kulturtheater wurden zwischen 1935 und 1938 aus dem Jiddischen übersetzte Stücke aufgeführt.
1938 emigrierte Teller mit Schlesinger über England nach New York, wo sie ab 1941 die jüdisch-politische Kleinkunstbühne „Die Arche“ betrieben, die bis 1945 existierte. Bei der Arche wirkte auch Tellers Tochter, Friedl Teller mit.
Nach 1945 übersiedelte Teller nach Tel Aviv und leitete dort die „Jüdische Kulturstelle“. Mit deutschsprachigen Programmen („Humor aus 3000 Jahren jüdischer Literatur“) tourte er durch Israel, England und die USA.

## Schriften
- Viktor Berossi (Pseudonym), Die politischen Lieder aus der Revue "Juden hinaus", Wien : A. V. Schlesinger, 1930.
- Oscar Teller (Hrsg.): Davids Witz-Schleuder. Jüdisch-Politisches Cabaret. 50 Jahre Kleinkunstbühnen in Wien, Berlin, London, New York, Warschau und Tel Aviv , Darmstadt : Darmstädter Blätter 1982, ISBN 3-87139-073-9.